# 박은우
박은우(朴恩佑, 1990년 3월 30일 ~ )는 대한민국의 가수이다.

## 생애
박은우는 고등학교 1학년이었던 2006년에 브리트니 스피어스의 뮤직비디오를 감상한 것을 계기로 강한 느낌을 주는 가수가 되기를 희망하였다. 그는 외국 노래를 따라 부르기 시작하였으며, 인터넷을 통해 스테이시 오리코의 〈Stuck〉과 〈I Promise〉, 브리트니 스피어스의 〈Toxic〉, 제시카의 〈Goodbye〉, 푸시캣 돌스의 〈Stick with u〉를 커버한 UCC로 가창력을 인정받아 "17세 대전소녀"로 인지도를 올렸다. 2007년 뮤즈팜 커뮤니케이션스에 스카웃되어 더더의 프로듀스를 통해 2년 동안 가수 훈련을 받았다.
6월 23일에 개최된 한류 로맨틱 페스티벌 2007의 오프닝 무대에서 〈니가 뭔데〉를 노래하고 제노라는 예명으로 공식 데뷔하였다. 당시의 컨셉에 따라 흰 양복을 입은 남장 여자의 이미지로 공연하였다. 2008년 6월에는 더더의 히트곡을 리메이크한 곡으로 컴백하였는데, 컨셉을 나이에 맞는 소녀 이미지로 바꾸어 기존 이미지에서 변신을 꾀하였다.
그 이후로는 제노라는 예명을 버리고 은우라는 이름으로 다른 가수 곡에 참여하거나 작곡을 하는 등 조용히 음악 활동을 하다가, 2012년 이후 신사의 품격 OST인 'Everyday' 음원을 발표하였다. 그리고 2013년, 싱글 앨범 '우리아이'를 발표하였다.

## 음반

### 싱글
1. 〈니가 뭔데〉- 2007년 7월 20일
2. 〈Who are you? sexy my boy!〉 - 2008년 3월 7일
3. 〈내게 다시〉 - 2008년 6월 23일, 디지털 발매
4. 〈우리아이〉 - 2013년 3월 15일

### 앨범
1. 《Seventeen Xeno》 - 2007년 9월 20일

### OST
1. 《신사의 품격 OST Part 2》 - 〈Everyday〉 - 2012년 6월 3일

## 수상 내역
- 2회 다음 UCC 어워드 베스트상 수상